# Сијаринска Бања
Сијаринска Бања је градско насеље у општини Медвеђа у Јабланичком округу, на југу Србије. Налази се на 52 км од Лесковца и 330 км од Београда, на укрштању путева Лесковац—Приштина, на обалама река Бањска и Јабланице у подножју планине Гољак. Према попису из 2022. било је 327 становника.
Бања је увучена у клисуру, окружена бујном вегетацијом, клима је повољна субалпска. Бања поседује 18 извора минералне воде различитог физичко-хемијског састава и температуре од 32-72 °C. Посебну лепоту и атракцију представљају гејзери топле воде, јединствени у Европи, чији водени стуб достиже висину од 8 м, поред кога се налази новоизграђени комплекс мањих базена и фонтана.

## Географски положај и рељеф
Сијаринска Бања удаљена је 52 км од Лесковца и 32 км од Лебана. Пут од Лебана води долином реке Јабланице до села Маћедонце, 8 км из варошице Медвеђе, а одатле клисуром Бањске Реке. Од поменутог села па све до бање води пут уз десну притоку Јабланице, уз Бањску Реку, кроз узану клисуру са стрмим падинама брда обраслим шумом.
Источно од бање налази се Приштина удаљена 30 km. Бања се налази у подгорини планине Гољака, ниже села Сијарине, у воћарском и сточарском крају; насеље је с обе стране Бањске Реке, која извире испод Веље Главе. Лежи у котлини поменуте реке, која се провлачи између висова Сијарине, Дуката и других, између четири брда обраслих храстовом и буковом шумом. Окружена је висовима Китке, Орловог Врха и Тепеа. За време јаких киша и топљења снега река плави долину, угрожавајући насеље и поједине термалне изворе.
Надморска висина бање је 440 метара, док надморска висина околних села иде до 1.200 метара. Околна брда штите планину од јаких ветрова, те је у бањи врло пријатна клима. Шума штити бању од хладних ваздушних струја. Једини ветар који овде дува јесте дуж речне долине у правцу југоисток-северозапад. Зиме су благе без великих падавина.
Стање вегетације је повољно, под шумом је око 50 km². Бања је везана за главну железничку пругу Београд—Скопље, преко Лесковца, сталним аутобуским саобраћаја.

## Назив и прошлост
Бања носи назив по планинском раштрканом селу Сијарини. Откад и откуд потиче ово име није утврђено. По једном предању долази од “Сија Ирина” (или Јерина) - која је, у доба Византије, била великашица и господарица овог краја, сестра Јустинијанове жене, царице Теодоре. Иначе, има много трагова који говоре да је овај крај у античко доба био насељен и имао интензиван живот и то прво у доба римске империје, а касније и Византије. Постоје ископине у селима Гегља, Бучумет, Свињарница, Радиновце и Злата, па онда рудник Леце, Царичин град - по неким историчарима, престоница цара Јустинијана 527—565 (Justiniana Prima) саграђена је 536. године, а недалеко је и Ново Брдо.
Време кад је бања пронађена, односно од када се вода термалних извора почела да употребљава у лечењу, не може се тачно утврдити. Верзија да датира из доба Римљана, изгледа, није оправдана. Она се заснива на називима “Римски ров” и “Римски бунар”, али начин зидања, на пример, “Римског рова” није из тог периода, већ више одговара добу Немањића. Има података да се за време краља Милутина (1282—1321) знало за ову бању. У самој бањи нема трагова развијеног живота у прошлости. Међутим, ван сваког спора је да ова бања представља велику вредност и да је давног порекла. Њено подизање у новије време везано је за краља Милана (1854—1901), који је по околним селима населио Црногорце, да би бранили тадашњу границу од Турака и Арнаута, а Арнаутима у Сијарини подигао џамију и отворио школу. У старим уџбеницима могу се наћи и називи Лесковачка Бања, Стара Бања. Узводно, на запад, налази се заиста село Стара Бања, група махала, а јужно, на удаљености од седам километара, Равна Бања, али зашто ова места носе овакве називе није познато, јер у њима нема никаквих трагова бања.
У погледу историјских збивања, неки подаци упућују на то да се овде одиграла битка између Срба из Дубочице и Турака, 14. септембра 1854. године. Други опет упућују на закључак да се ова битка одиграла код Врањске Бање. За време Турака у бањи је био само чардак Саид-паше.
Крајем 15. и 18. века била су велика исељавања живља из овог краја, а њихова села населили су Албанци, од којих се један део после ослобођења 1877—78. повукао на Косово које је остало под Османским царством. Године 1896. почели су да се овде насељавају Срби.
На Светоилинском сабору 1937. је дошло до оружаног окршаја између присутних, са двојицом погинулих, о чему је чак настала "народна песма у неколико верзија".

## Геолошки састав
Околина Сијаринске Бање богата је рудама. У изворном пределу Јабланице постоји кршна купа вулкана Мркоња, под којим избијају понајвећи извори вреле воде у Србији. У изворном пределу Медвеђе има еруптивних стена, које се преко Петрове Горе и Соколске Планине могу повезати за копаоничку вулканску област.
Професор др Милан Т. Луковић, професор др Коста В. Петковић и геолог Никола Милојевић објавили су 1954. године истраживање у коме кажу да је утврђено да су најстарије стене, које заузимају и највећи простор, кристаласти шкриљци прве групе. Стене су испресецане многобројним прслинама испуњене кварцом, ређе арагоном, затим минералним материјалом (пиритом, галенитом и другим сулфатима). Кроз ове прслине су испробијале и еруптивне жице. Под дејством хладне и топле воде минерали се распадају. Такав кристаласти терен, испробијан већим масама еруптивних стена, чини леву обалу Бањске Реке. Дуж прслина се креће вода у виду минералних извора и избија на површину.
Кристаласти шкриљци падају према истоку и југу. Контакт између шкриљаца представљен је једним раседом у дужини од 800 метара. Правац пружања раседа је југозапад-југоисток. Највећи број минералних извора Бање избија на овом раседу, а само неколико од кристаластих шкриљаца.

## Минерални извори
Јабланички крај, као вулкански предео, повезан низом слојева земље који носе у себи разноврсне руде, има и многобројне дубинске минералне воде. Тако, на пример, у селу Тулару постоје извори хладне киселе и киселе сумпоровите воде познати као Туларска бања. У Сијаринској Бањи има места кроз која унутрашња врелина земље, кроз врелину минералних извора, напоље избија. Такви извори, познато је, избијају у близини вулканских стена. Овде, врели минерални извори излазе из андезита, вулканске стене која је настала избијањем лаве из дубине, па се по површини сливала и скамењивала.
У Сијаринској бањи, на дужини од само 800 метара има више од 20 извора термоминералне воде различите температуре, састава и терапијске вредности. Ови извори представљају велико природно богатство. Зона ових извора заузима површину од 3,2 хектара. Пре каптажних радова, нагомилавањем нарочито аргона, запушавали су се и, уз тутњаву, избијали на другим местима.
Називи неких од извора: "Спас", "Боровац" , "Јабланица", "Мали Гејзер", "Сузица", "Здравље", "Блатиште", "Кисељак", "Снежник"...
Извори избијају из великих дубина тако да температура воде иде и до 70 степени. Могу се поделити на две групе:
- алкално киселе хипертерме са карактером гвожђевитих и слабо мурјалних вода - готово сви извори за лечење купањем
- алкални кисељаци - извори за лечење пијењем.

Сијаринска Бања има 23 до сада утврђена, каптирана, хемијски анализирана и регистрована извора. Само два - “Хисар” и “Рај”, налазе се на десној, док се сви остали извори налазе на левој обали реке.

### Галерија: Извори минералне воде
- Извор "Снежник" са надстрешницом
- Извор "Сузица"
- Извор "Јабланица"
- Један од извора "Блатиште" за инхалирање
- Извор "Спас"
- Извор "Рај"
- Кућица за инхалирање
- Извор вреле воде за инхалирање
- Извор "Боровац"

### Термоминерални водоскок "Гејзир"
Термоминерална вода која избија из два извода, на веома неуобичајен начин, представља својеврсну атракцију и јако ретку природну појаву : гејзер или гејзир. Приликом бушења од 17. до 19. октобра 1954. године, на левој страни Јабланице, на висини од 470 метара, појавила се јака жица вреле воде преко 60 °C. Над дубини од 9 метара, температура воде је била толика, да је обустављено даље бушење. Притисак паре и гасова помогао је да из овог извора избија снажан водени стуб до висине од 6-8 метара. Неколико месеци касније, ниже од бушотине овог воденог млаза, начињена је нова бушотина. Из ње је почела да куља такође топла вода и то још у већој количини. После извесног времена овај водени млаз је почео да слаби. Коначно се приступило смекшавању доводног канала и искоришћењу млаза који данас избија у висини од преко 6 метара. Радом овог гејзера паралисан је први гејзер и сада из њега отиче вода слична на сваком другом извору. Ово доводи до закључка да се ради о истој воденој жили. Вода се скупља у малом базену од бетона из кога неискоришћена отиче. Према казивању посетилаца, купање под овим млазом благотворно утиче на смиривање нерава. Овде се, током целе сезоне, од маја до октобра месеца, окупља велики број бањских гостију ради задовољења своје радозналости или туширања.
Приликом појаве воде овог извора ослабио је притисак и изливање код извора "Бунгаја" те је овај почео да ради као гејзер бацајући савремена на време млаз топле воде и до 8 метара висине. Потом се, после потреса, смирио и добио данашњи ниво, текући непрекидно. То упућује на закључак да је и овај извор у директној вези са Главним врелом. Све то потврђује и сличан хемијски састав воде сва три извора.
Водоскок је најлепши у раним јутарњим часовима а увече би његова лепота могла да дође до пуног изражаја коришћењем светлосних ефеката. У његовој непосредној близини изграђен је ресторан у коме се, у вечерњим часовима, пријатан оркестар забавља госте. Постоје предлози да се око гејзира направи затворена ограда од стакла и тиме створи могућност за зимско купање. можда би боље било решење да се на том месту изгради атрактивни хотел, са купатилима и базеном, у коме би се максимално користила ова природна реткост. Овај светски куриозитет би могао да се искористи за прворазредну бањску сензацију.

## Демографија
У насељу Сијаринска Бања живи 411 пунолетних становника, а просечна старост становништва износи 36,5 година (36,1 код мушкараца и 36,9 код жена). У насељу има 175 домаћинстава, а просечан број чланова по домаћинству је 3,25.
Становништво у овом насељу веома је нехомогено (према попису из 2002. године).
|  |

| Демографија | Демографија | Демографија |
| Година      | Становника  | Становника  |
| ----------- | ----------- | ----------- |
| 1948.       | 104         |             |
| 1953.       | 106         |             |
| 1961.       | 255         |             |
| 1971.       | 307         |             |
| 1981.       | 582         |             |
| 1991.       | 530         | 495         |
| 2002.       | 568         | 632         |
| 2011.       | 376         |             |
| 2022.       | 327         |             |

| Национални састав према попису из 2022.‍ | Национални састав према попису из 2022.‍ | Национални састав према попису из 2022.‍ | Национални састав према попису из 2022.‍ | Национални састав према попису из 2022.‍ |
| --------------------------------------- | --------------------------------------- | --------------------------------------- | --------------------------------------- | --------------------------------------- |
|                                         |                                         |                                         |                                         |                                         |
| Срби                                    | Срби                                    |                                         | 205                                     | 62,7%                                   |
| Албанци                                 | Албанци                                 |                                         | 94                                      | 28,7%                                   |
| непознато                               | непознато                               |                                         | 17                                      | 5,2%                                    |

| Национални састав према попису из 2002.‍ | Национални састав према попису из 2002.‍ | Национални састав према попису из 2002.‍ | Национални састав према попису из 2002.‍ | Национални састав према попису из 2002.‍ |
| --------------------------------------- | --------------------------------------- | --------------------------------------- | --------------------------------------- | --------------------------------------- |
|                                         |                                         |                                         |                                         |                                         |
| Срби                                    | Срби                                    |                                         | 282                                     | 49,64%                                  |
| Албанци                                 | Албанци                                 |                                         | 231                                     | 40,66%                                  |
| Црногорци                               | Црногорци                               |                                         | 45                                      | 7,92%                                   |
| Југословени                             | Југословени                             |                                         | 1                                       | 0,17%                                   |

| \| \| м \| \| \| ж \| \| ? \| 2 \| \| \| 1 \| \| 80+ \| 8 \| \| \| 6 \| \| 75—79 \| 1 \| \| \| 7 \| \| 70—74 \| 9 \| \| \| 9 \| \| 65—69 \| 11 \| \| \| 16 \| \| 60—64 \| 14 \| \| \| 13 \| \| 55—59 \| 21 \| \| \| 11 \| \| 50—54 \| 18 \| \| \| 28 \| \| 45—49 \| 17 \| \| \| 19 \| \| 40—44 \| 22 \| \| \| 24 \| \| 35—39 \| 19 \| \| \| 12 \| \| 30—34 \| 17 \| \| \| 22 \| \| 25—29 \| 11 \| \| \| 16 \| \| 20—24 \| 19 \| \| \| 16 \| \| 15—19 \| 26 \| \| \| 34 \| \| 10—14 \| 29 \| \| \| 20 \| \| 5—9 \| 25 \| \| \| 24 \| \| 0—4 \| 10 \| \| \| 11 \| \| Просек : \| 36,1 \| \| \| 36,9 \| |      |  |  |      |
| |      |  |  |      |
| | м    |  |  | ж    |
| ? | 2    |  |  | 1    |
| 80+ | 8    |  |  | 6    |
| 75—79 | 1    |  |  | 7    |
| 70—74 | 9    |  |  | 9    |
| 65—69 | 11   |  |  | 16   |
| 60—64 | 14   |  |  | 13   |
| 55—59 | 21   |  |  | 11   |
| 50—54 | 18   |  |  | 28   |
| 45—49 | 17   |  |  | 19   |
| 40—44 | 22   |  |  | 24   |
| 35—39 | 19   |  |  | 12   |
| 30—34 | 17   |  |  | 22   |
| 25—29 | 11   |  |  | 16   |
| 20—24 | 19   |  |  | 16   |
| 15—19 | 26   |  |  | 34   |
| 10—14 | 29   |  |  | 20   |
| 5—9 | 25   |  |  | 24   |
| 0—4 | 10   |  |  | 11   |
| Просек : | 36,1 |  |  | 36,9 |

| Година пописа     | 1948. | 1953. | 1961. | 1971. | 1981. | 1991. | 2002. |
| ----------------- | ----- | ----- | ----- | ----- | ----- | ----- | ----- |
| Број домаћинстава | 29    | 27    | 82    | 88    | 145   | 141   | 175   |

| Број чланова      | 1  | 2  | 3  | 4  | 5  | 6  | 7 | 8 | 9 | 10 и више | Просек |
| ----------------- | -- | -- | -- | -- | -- | -- | - | - | - | --------- | ------ |
| Број домаћинстава | 44 | 34 | 23 | 31 | 16 | 14 | 8 | 4 | 0 | 1         | 3,25   |

| Пол    | Укупно | Неожењен/Неудата | Ожењен/Удата | Удовац/Удовица | Разведен/Разведена | Непознато |
| ------ | ------ | ---------------- | ------------ | -------------- | ------------------ | --------- |
| Мушки  | 215    | 68               | 131          | 12             | 4                  | 0         |
| Женски | 234    | 68               | 122          | 32             | 12                 | 0         |
| УКУПНО | 449    | 136              | 253          | 44             | 16                 | 0         |

| Пол    | Укупно                    | Пољопривреда, лов и шумарство | Рибарство                            | Вађење руде и камена | Прерађивачка индустрија       |
| ------ | ------------------------- | ----------------------------- | ------------------------------------ | -------------------- | ----------------------------- |
| Мушки  | 90                        | 18                            | 0                                    | 0                    | 1                             |
| Женски | 57                        | 7                             | 0                                    | 0                    | 4                             |
| Укупно | 147                       | 25                            | 0                                    | 0                    | 5                             |
|        |                           |                               |                                      |                      |                               |
| Пол    | Производња и снабдевање   | Грађевинарство                | Трговина                             | Хотели и ресторани   | Саобраћај, складиштење и везе |
| Мушки  | 0                         | 0                             | 3                                    | 4                    | 5                             |
| Женски | 0                         | 0                             | 4                                    | 2                    | 0                             |
| Укупно | 0                         | 0                             | 7                                    | 6                    | 5                             |
|        |                           |                               |                                      |                      |                               |
| Пол    | Финансијско посредовање   | Некретнине                    | Државна управа и одбрана             | Образовање           | Здравствени и социјални рад   |
| Мушки  | 0                         | 0                             | 10                                   | 11                   | 31                            |
| Женски | 0                         | 0                             | 1                                    | 8                    | 28                            |
| Укупно | 0                         | 0                             | 11                                   | 19                   | 59                            |
|        |                           |                               |                                      |                      |                               |
| Пол    | Остале услужне активности | Приватна домаћинства          | Екстериторијалне организације и тела | Непознато            | Непознато                     |
| Мушки  | 1                         | 0                             | 0                                    | 6                    | 6                             |
| Женски | 0                         | 0                             | 0                                    | 3                    | 3                             |
| Укупно | 1                         | 0                             | 0                                    | 9                    | 9                             |

## Лечење
Лечење се обавља у Специјалној болници за рехабилитацију „Гејзер“. Медицински блок обухвата најсавременију опрему за:
- хидротерапију,
- електротерапију,
- кинезитерапију,
- терапију блатом,
- топле куре и
- инхалацију лековитом водом.

У Сијаринској Бањи се лече:
- реуматска обољења,
- обољења локомоторног система и посттрауматских стања,
- обољења дигестивног тракта,
- неуролошка обољења,
- гинеколошка обољења,
- обољења бубрега и мокраћних путева,
- обољења органа за дисање,
- обољења крви,
- обољења метаболизма,
- кардиоваскуларна обољења и
- кожна обољења.

## Туризам
Туризам је развијен кроз бањско лечење али и рекреативно купање и обилазак околних туристичких атракција. У галерији су приказане неки интересантни објекти и природне лепоте бање.
Једна од занимљивих, а недовољно познатих атракција у Сијаринској бањи је и Тодорова пећина. Према незваничним информацијама и усменим предањима, Тодорова пећина у Сијаринској бањи носи назив по Тодору Шакоти, невесињском војводи  који је након  устанка у Невесињу (Невесињска пушка 1878 године), дошао у Сијаринску бању. Уместо да пронађе себи кућу, овај особењак се настанио у пећини која је највероватније настала рударским активностима у овим крајевима. У локалним причама које круже и дан данас, за Тодора се каже да је био висок преко два метра, чудне нарави и самотњачког духа. Био је самотњак и живео у пећини изнад бање, где је проналазио склад с природом, хранећи се лековитим биљем и лековитом водом, а повремено и крвљу корњача. Иако су га многи сматрали необичним, Тодор је доживео 118 година и био мајстор у хватању змија, вештини коју је несебично  преносио другима. Умро је 1965. године, а сахранили су га мештани на брду изнад Бање.

Крајем јула и почетком августа у овом мјесту се одржава манифестација Гејзерске ноћи у Сијаринској Бањи. Сијаринску бању је опјевала и Оливера Катарина.
- Хотел у центру бање
- Ресторан у бањи на обали речице
- Колонада изнад три извора минералне воде
- Водопад недалеко од базена
- Ватерполо базен
- Храм Светог пророка Илије у Сијaринској Бањи
- Парк са надстрешницама
- Големобањска река
- Неке од кућа и зеленило у бањи
- Кућа са цвећем у "Светоилијској" улици
- Џамија у Сијаринској Бањи